# Capitan Conan
Capitan Conan (Capitaine Conan) è un film del 1996 diretto da Bertrand Tavernier.
Il soggetto è tratto dall'omonimo romanzo di Roger Vercel.

## Trama
1918, fronte Balcanico nella prima guerra mondiale. Il contingente francese di stanza nei Balcani fronteggia l'esercito bulgaro, ormai in rotta e sconfitto.   
La scena si apre sul Mont Sokol, che i francesi devono prender per costringere alla resa i bulgari.
L'esercito francese ottiene una decisiva vittoria e la resa della Bulgaria. A distinguersi tra le file francesi è Conan, irriducibile e violento capitano che si autodefinisce un "lupo" e un "guerriero" che ha fatto della guerra il suo scopo di vita. Costui guida una truppa scelta di spietati guastatori d'assalto ex carcerati, incaricati di aprire la strada a tutti gli altri, con furiosi assalti alle trincee nemiche all'arma bianca e la follia di chi non ha niente da perdere. Amico di Conan è l'ufficiale Norbert, istruito e diplomatico.
Firmato l'armistizio, l'esercito francese smobilita e se ne va di stanza a Bucarest. Gli uomini di Conan, resi crudeli e abbruttiti dalla guerra, si abbandonano a violenze e saccheggi con efferato sadismo. Viene inviato ad indagare sull'accaduto proprio il tenente Norbert. L'amicizia fra i due viene messa a dura prova dai risultati dell'indagine, che riconosce la colpevolezza dei soldati di Conan, che vengono condannati a lievi pene, anche grazie all'intervento di Conan, che li difende fino all'ultimo.
Nonostante la Grande Guerra sia finita, la squadra di Conan continua a dover sottostare alla rigida disciplina dell'esercito, comandato da ufficiali inetti e attenti solo alle divise da indossare nelle occasioni ufficiali, sempre pronti a mandare alla corte marziale i loro uomini stanchi di combattere e traumatizzati dalla guerra. L'armata francese continua a vagare in andirivieni continuo da un posto all'altro. Infine viene inviata lungo il confine con la Russia, dilaniata dalla guerra civile russa. I francesi in un ultimo sanguinoso combattimento respingono truppe dell'Armata Rossa sconfinate in Romania. Norbert osserva disgustato Conan, che con occhi folli e brandendo un pugnale, infierisce sui cadaveri dei nemici e incita i suoi a inseguire i bolscevichi ormai in fuga.
Il film si chiude in Francia, dopo la fine delle ostilità, con Norbert, ormai affermato professore di liceo, che va a trovare Conan. Egli è ormai malato mortalmente di cirrosi e ridotto a una larva umana, avvilito e senza più alcun segno di volontà. Conan gli confessa di pensare che i migliori sono coloro che sono morti in battaglia, mentre coloro che sono ancora vivi sono ridotti in condizioni pietose come lui. Infatti tutti i superstiti come lui, abituati per anni a uccidere e sperimentare sulla propria pelle le atrocità della guerra, ora non hanno più alcun amore verso la vita civile e sono rimasti segnati indelebilmente da tutte le cose orribili che hanno visto e sperimentato.

## Riconoscimenti
- Premi César 1997
  - miglior regista
  - miglior attore (Philippe Torreton)
- Festival di Cabourg 1997: Swann d'oro al miglior attore (Philippe Torreton)